# Schimmeldraad

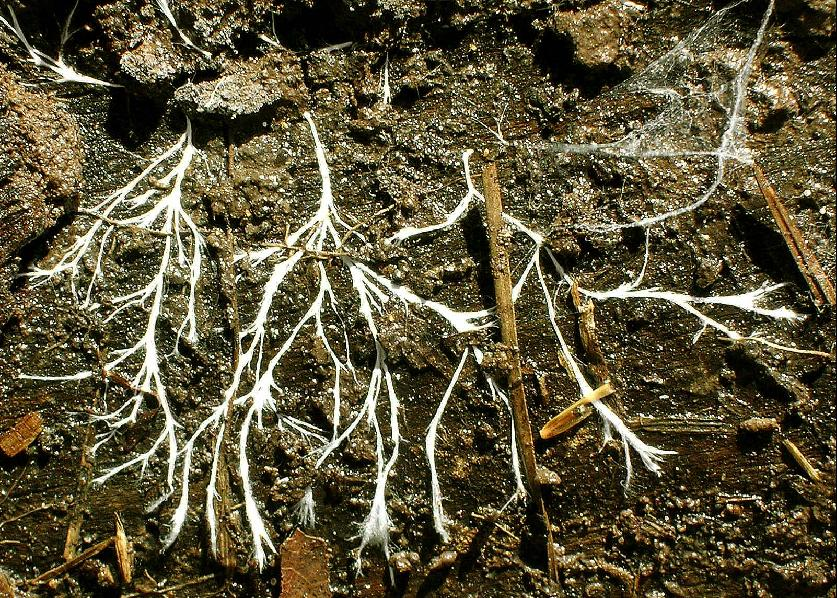
Schimmeldraad

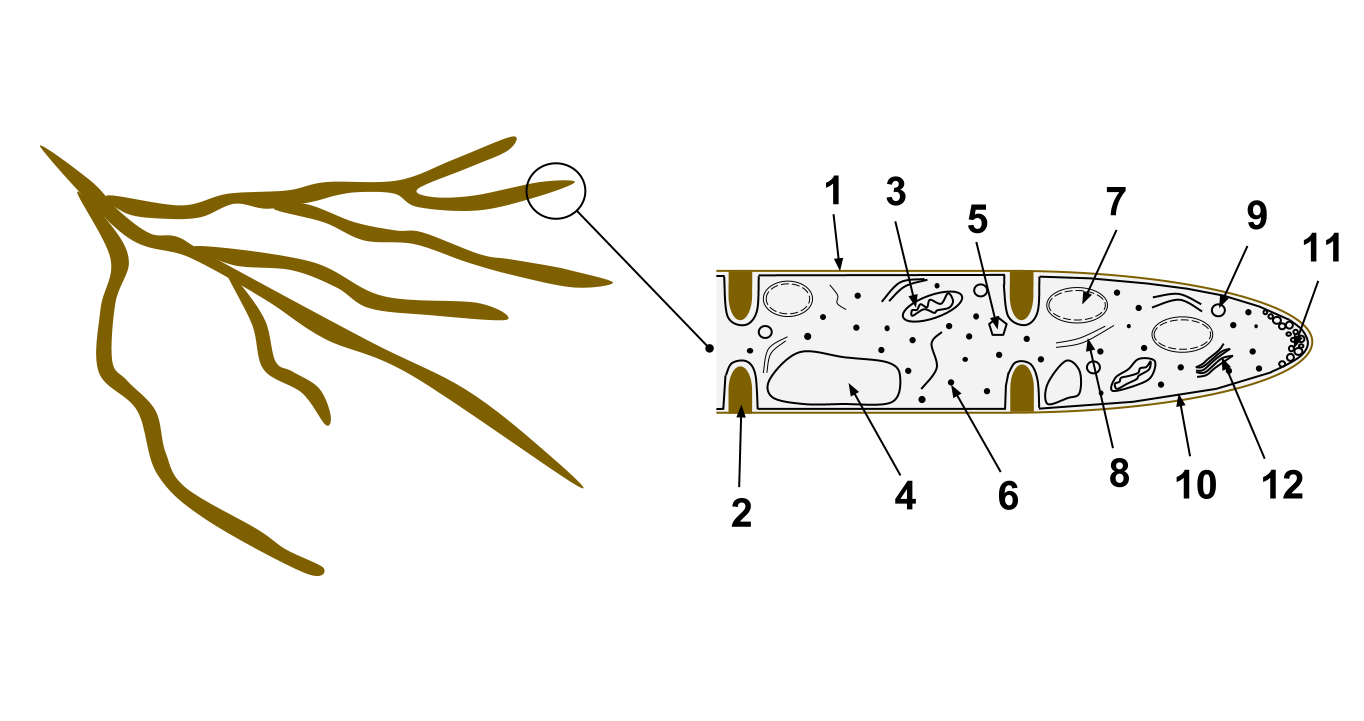
Schimmeldraad
Cellen 1- celwand 2- septum 3- mitochondrion 4- vacuole 5- ergosterolkristal 6- ribosoom 7- celkern 8- endoplasmatisch reticulum 9- vetlichaampje 10- plasmamembraan 11- groeitop en vesikels 12- golgiapparaat

Hyfe, schimmeldraad of zwamdraad is de benaming voor de meestal lange, zich vertakkende draden van een schimmel. De term hyfe kan ook op een filament van een actinobacterie (straalzwam) slaan. De zwamvlok (mycelium), het vegetatieve orgaan van schimmels wordt gevormd door een netwerk van schimmeldraden. Schimmeldraden zijn ook de basis van ingewikkelder structuren als paddenstoelen en andere soorten sporendragers.
Schimmeldraden bestaan uit cellen met een buisvormige celwand, meestal van chitine, die het daarbinnen liggende cytoplasma beschermt en ondersteunt. Bij de meeste schimmels worden de cellen in de schimmeldraad van elkaar gescheiden door interne wanden die septa worden genoemd.
Bij sommige parasiterende schimmels zijn een gedeelte van de schimmeldraden gemodificeerd tot haustoriën (zuigorganen). Deze organen dringen de gastheer binnen en onttrekken het voedsel. 
Soortgelijke modificaties worden gevonden bij symbiotische schimmels. In dat geval dringen de gewijzigde schimmeldraden binnen in het wortelstelsel van planten en vormen een (ecto)mycorrhiza. Dit stelsel assisteert de plant in het opnemen van voedsel en water, zoals bij de blauwe bosbes (Vaccinium myrtillus). Bovendien wordt de plant minder vatbaar voor plantenziektes.
Zeer algemeen zijn de arbusculaire mycorrhiza's (VA-mycorrhiza) die gevormd worden door schimmels behorende tot de Endogonales. De schimmel vormt boomvormig vertakte schimmeldraden binnen in de wortelcellen. VA-mycorrhiza is in staat is de plantengroei te bevorderen. Dit type mycorrhiza is voor de land- en tuinbouw de belangrijkste.

## Hyfenvormen
Er bestaat verschillende vormen hyfen, namelijk:

### Generatieve hyfen
Generatieve hyfen zijn relatief ongedifferentieerd en kunnen voortplantingsstructuren vormen. Ze zijn meestal dunwandig en doorschijnend, en min of meer vaak gesepteerd. Gespen kunnen ook voorkomen. Af en toe zijn de hyfen ingebed in een gelatineuze matrix.

### Skelethyfen
Skelethyfen zijn dikwandige, niet of slechts licht vertakte en nauwelijks gesepteerde hyfen, die vaak erg lang zijn. De hyfen sterven meestal heel vroeg af en zijn dan plasmavrij en buisvormig hol. Deze hyfen geven hardheid en stevigheid aan het vruchtlichaam. Vruchtlichamen met skelethyfen zijn min of meer kurkachtig of houtachtig.

### Skeletonoïde hyfen
Skeletonoïde hyfen zijn dikwandige, generatieve hyfen met echte septa (dwarswanden). Zijn zijn (meestal) recht en stijf. Gespen kunnen ook voorkomen.

### Bindhyfen
Bindhyfen zijn min of meer dikwandige, sterk vertakte hyfen, die het hyfensysteem kracht geven. Ze kronkelen tussen de andere hyfen door.

## Hyfensysteem
Gebaseerd op de generatieve, skeletachtige en bindende hyphal-typen, paste EJH Corner in 1932 de termen monomitisch, dimitisch en trimitisch toe op hyfensystemen om de classificatie van polyporiën te verbeteren.

### Monomitisch hyfensysteem
Elke schimmel moet generatieve hyfen bevatten. Een schimmel die alleen dit type bevat, evenals vlezige paddenstoelen zoals agarics, wordt monomitisch genoemd.

### Dimitisch hyfensysteem
Als een schimmel generatieve hyfen bevat en slechts een van de andere twee typen, wordt deze  dimitisch genoemd. In feite bevatten dimitische schimmels bijna altijd generatieve en skelethyfen; er is één uitzonderlijk geslacht, Laetiporus, dat alleen generatieve en bindende hyfen bevat. Skeletachtige en bindende hyfen geven leerachtige en houtachtige schimmels zoals polyporen hun taaie consistentie. Schimmels die spoelvormige skelethyfen vormen, gebonden door generatieve hyfen, zouden sarcodimitische hyfensystemen hebben.

### Trimitisch hyfensysteem
Als een schimmel alle drie soorten bevat (bijvoorbeeld: Trametes), wordt deze trimitisch genoemd. Een paar schimmels vormen spoelvormige skelethyfen, generatieve hyfen en bindende hyfen, en deze zouden sarcotrimitische hyfensystemen hebben. Deze voorwaarden werden geïntroduceerd als een latere verfijning door EJH Corner in 1966.